# Ziemia Kaliska (tygodnik)
Ziemia Kaliska – regionalny tygodnik społeczno-kulturalny i polityczny wydawany od 1957 w Kaliszu, początkowo jako miesięcznik, od 1965 jako tygodnik.
Miesięcznik powstał dzięki staraniom Komitetu Założycielskiego do którego należeli m.in.: regionalista i działacz PTTK Wacław Klepandy, nauczyciele Józef Korcala i Aniela Wende, twórca kaliskiej stacji krwiodawstwa dr Tadeusz Pniewski, wieloletni dyrektor Studium Nauczycielskiego w Kaliszu dr Henryk Wrotkowski, dziennikarz Michał Płociński.

## Historia
Pierwszy numer „Ziemi Kaliskiej” ukazał się 1 maja 1957. Powstanie pisma było możliwe dzięki tzw. odwilży październikowej. Początkowo tytuł wydawany był jako miesięcznik, od 1959 jako dwutygodnik, od 1965 wydawany jest jako tygodnik Został zarekomendowany przez dwie znane osoby: Tadeusza Kulisiewicza i Marię Dąbrowską. Pierwszy numer zredagowało kolegium, w skład którego wchodzili m.in. Wacław Klepandy, Józef Korcala i Władysław Kościelniak jako redaktor techniczny. Pierwszym redaktorem naczelnym był Jerzy Kuczyński. Sekretarzem redakcji, od początków pisma przez najbliższe 20 lat był Mieczysław Leń. To on odpowiadał m.in. za zawartość poszczególnych numerów pisma, zamawiał materiały na określone tematy, poprawiał teksty i wysyłał je do druku w Poznaniu. Był on odpowiedzialny za kolportaż pierwszego numeru, który ukazał się w nakładzie 5 000 egzemplarzy i był rozprowadzany w Święto Pracy przez kaliskich harcerzy.
Na przestrzeni lat współpracownikami „Ziemi Kaliskiej” byli m.in. Krzysztof Dąbrowski, Władysław Kościelniak, Szymon Molenda, Stefan Otwinowski, Halina Sutarzewicz, Henryk Vogler, Jan Winczakiewicz, Urszula Zybura.
W 2000 wydawcą tygodnika została grupa wydawnicza Polska Press. Od 2013 wydawany jako dodatek do czasopisma Głos Wielkopolski.
Redaktorem prowadzącym tygodnika (wydanie kaliskie) od 27 maja 2016 r. jest Mariusz Kurzajczyk.

## Siedziby
1957–1968 ul. Targowa 4/12 (Nowotki 9a), Kalisz
1968–2021 ul. Górnośląska 10, Kalisz
2021 – obecnie ul. Polna 20, Kalisz